# Sant Miquel de Bassegoda
Sant Miquel de Bassegoda és una antiga església parroquial del veïnat de Bassegoda al municipi d'Albanyà protegit com a bé cultural d'interès local. Té una sola nau amb coberta de volta apuntada i absis semicircular orientat a llevant, presenta finestra central i cornisa. La porta d'ingrés al temple és a migdia, juntament amb dues finestres. El campanar d'espadanya de doble obertura i sense campanes és a ponent, lloc on hi ha també una finestra. A l'interior una cornisa recorre els murs i presenta algunes ornamentacions de boles en alguns punt concrets.
La notícia documental més vella coneguda i relacionada amb Sant Miquel de Bassegoda és de l'any 1280, essent escripturada com "escclesia de Bassegoda". Més tard. L'any 1362, consta com a Sancti Michaelis de Bassagoda" en el "Llibre verd dels feus" del Capítol de la catedral de Girona. Al segle xvii, l'antiga parròquia apareix ja agregada a la de Sant Andreu de Llorona. El topònim "Bassegoti" ve esmentat en el document de l'any 872, en el qual se citen diversos indrets donats al monestir de Sant Aniol d'Aguja.